# Gervase Thorpe
Gervase Thorpe C.B., C.M.G., D.S.O., britanski general, * 10. junij 1877, † 1962.

## Osebno življenje
Poročen je bil s Margareto Murray Thorpe (rojeno Burt-Marshall). Njun sin, Ninian Thorpe, je leta 1944 kot poročnik padel v boju.